# Xinesos de Moçambic
Els xinesos de Moçambic va arribar a sumar al voltant de cinc mil persones, però la seva població va disminuir significativament durant la Guerra Civil de Moçambic. Després del retorn de la pau i l'expansió de cooperació econòmica entre la Xina i Moçambic, el seu nombre ha estat reforçat per nous expatriats de la República Popular de la Xina.

## Història

### Orígens
Els xinesos van començar a assentar-se a la terra que conforma l'estat modern de Moçambic ja en la dècada de 1870, quan la influència portuguesa a l'Àfrica Oriental es feia més forta. Els colonialistes portuguesos reclutaren fusters xinesos i treballadors no qualificats a Macau, que també forma part de la Imperi Portuguès, així com a la veïna regió de Siyi a Guangdong, per treballar en la construcció de ferrocarrils. Alguns no havien estat migrants voluntaris, sinó criminals condemnats a deportació penal en lloc de presó. En 1893 la comunitat xinesa a Lourenço Marques (avui dia Maputo) comptava amb 52 persones. Un dels més famosos primers migrants era Ja Assam (谢 三), un fuster i arquitecte que va finançar la construcció de la primera pagoda xinesa de Maputo.
La migració de tots els asiàtics es va suspendre oficialment en 1899 a causa d'un brot de pesta, atribuïda als indis; fins i tot després de la relaxació de la restricció en 1907, els asiàtics que volien migrar a la colònia van haver de pagar una quota de desembarcament de 3.000 reals al seu port d'arribada. Nogensmenys la població xinesa va continuar creixent a 287 en 1903. Pel 1928 hi havia 314 xinesos només a Lourenço Marques, que augmentaren a 483 en 1935 i a 570 en 1940. The vast majority started out in the carpentry trade, but soon moved into shopkeeping. La gran majoria es va iniciar en l'ofici de la fusteria, però aviat es va traslladar al comerç minorista. Es van establir cinc associacions comunitàries diferents i una escola primària en llengua xinesa per als seus fills. A principis de 1970 la vigília de la independència hi havia 5.000 xinesos a Moçambic, d'ells 2.000 a Lourenço Marques i uns altres 3.000 en Beira.

### Després de la independència
Després que Moçambic va aconseguir la independència el 1975 els xinesos van trobar els seus actius de negoci i fins i tot els edificis de les associacions de la comunitat xinesa expropiades pel nou govern comunista, el que porta a molts a pensar en abandonar el país. L'empenta per sortir es va consolidar el 1977 per l'inici de la Guerra Civil de Moçambic. Molts van emigrar a Portugal. La seva arribada va precedir l'ona principal de la migració xinesa allà, que consistia en treballadors de la part continental xinesa; els xinesos de Moçambic tendien a tenir molt millors resultats del mercat laboral a Portugal, a causa tant al seu coneixement fluid de l'idioma portuguès, com del seu alt nivell d'educació. Les seves feines habituals són caixers de banc, enginyers, metges i altres professionals. Altres marxaren a Macau, que encara era una colònia portuguesa. Al final de la guerra el 1992 la comunitat s'havia reduït a uns centenars. Els descendents dels antics colons xinesos van continuar sortint del país, fins i tot amb l'arribada de la pau; l'any 2006 només es mantenien un total de gairebé vint famílies, potser un centenar de persones a Maputo, mentre que a Beira tan sols hi quedaven dues persones. Tanmateix van ser reemplaçats pels nous expatriats de la República Popular de la Xina, que va arribar al país com a part de la creixent cooperació econòmica entre la Xina i Àfrica.

## Nombres
Diverses fonts donen diferents estimacions de la grandària de la comunitat xinesa de Moçambic. Un article de 2007 de la revista de l'Acadèmia Xinesa de Ciències Socials Àsia occidental i Àfrica afirma que el nombre és de 1.500, d'ells un terç a Maputo. Per contra, l'ambaixada xinesa local estima que el nombre pot ser de 7.000, i els funcionaris d'immigració de Moçambic donen una xifra de 12.000.

## Personatges notables
- Shéu Han, futbolista del Benfica i de la selecció portuguesa.
- Ricardo Rangel, periodista d'ascendència xinesa.
- Kok Nam, periodista d'ascendència xinesa.